# MAZ-203

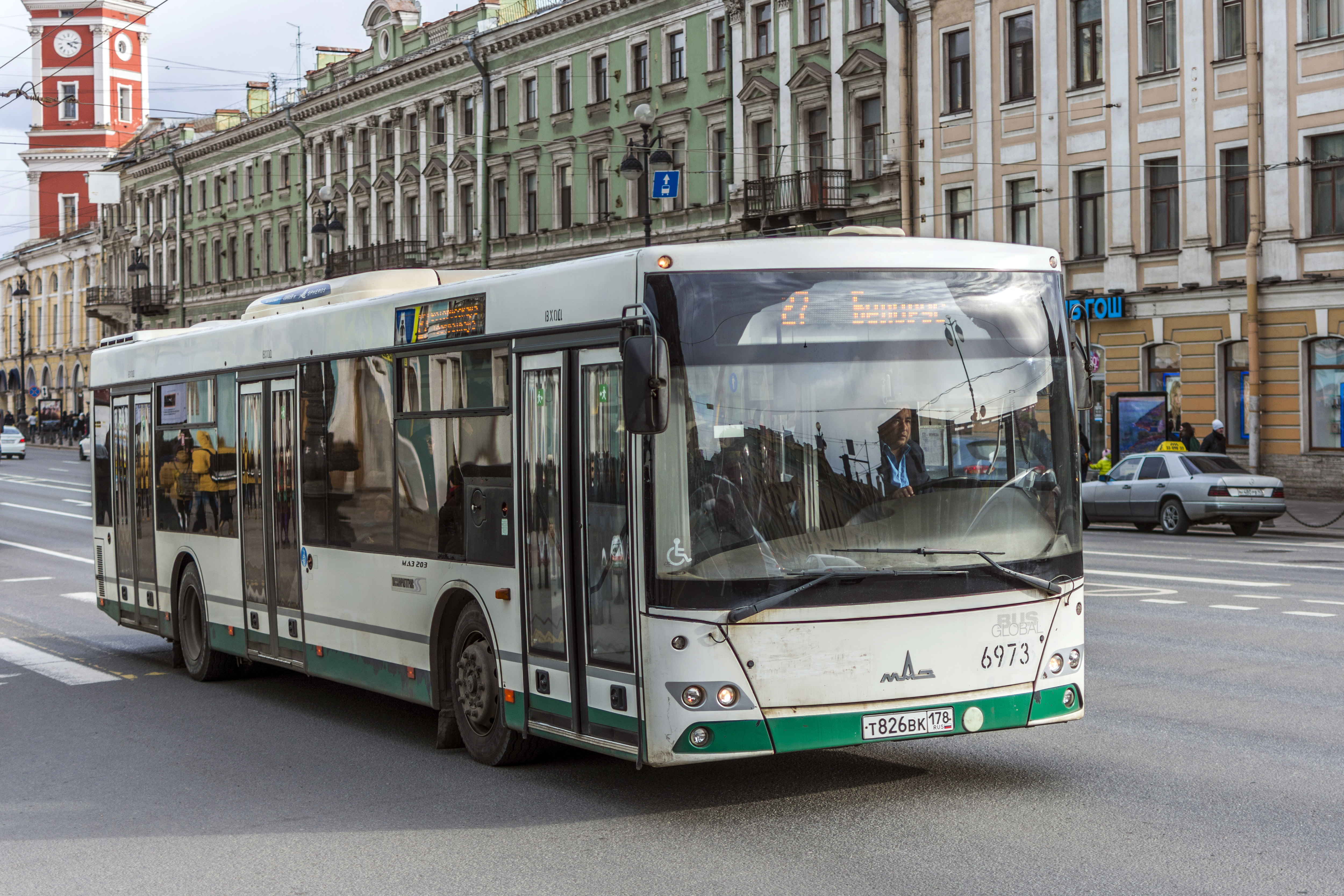
MAZ-203.085 a San Pietroburgo

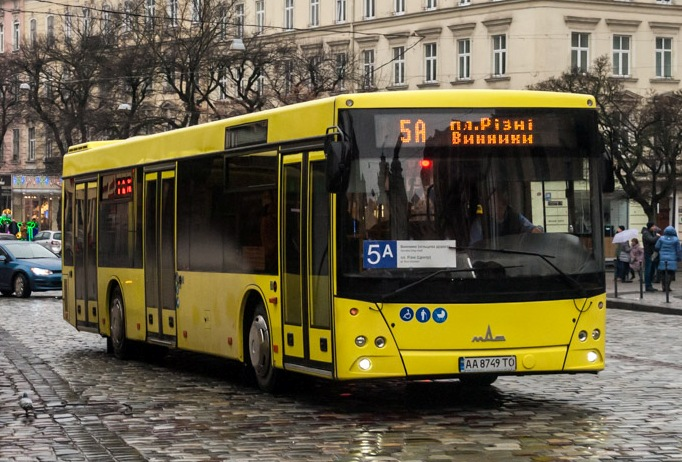
MAZ-203.069 a Leopoli (Ucraina)

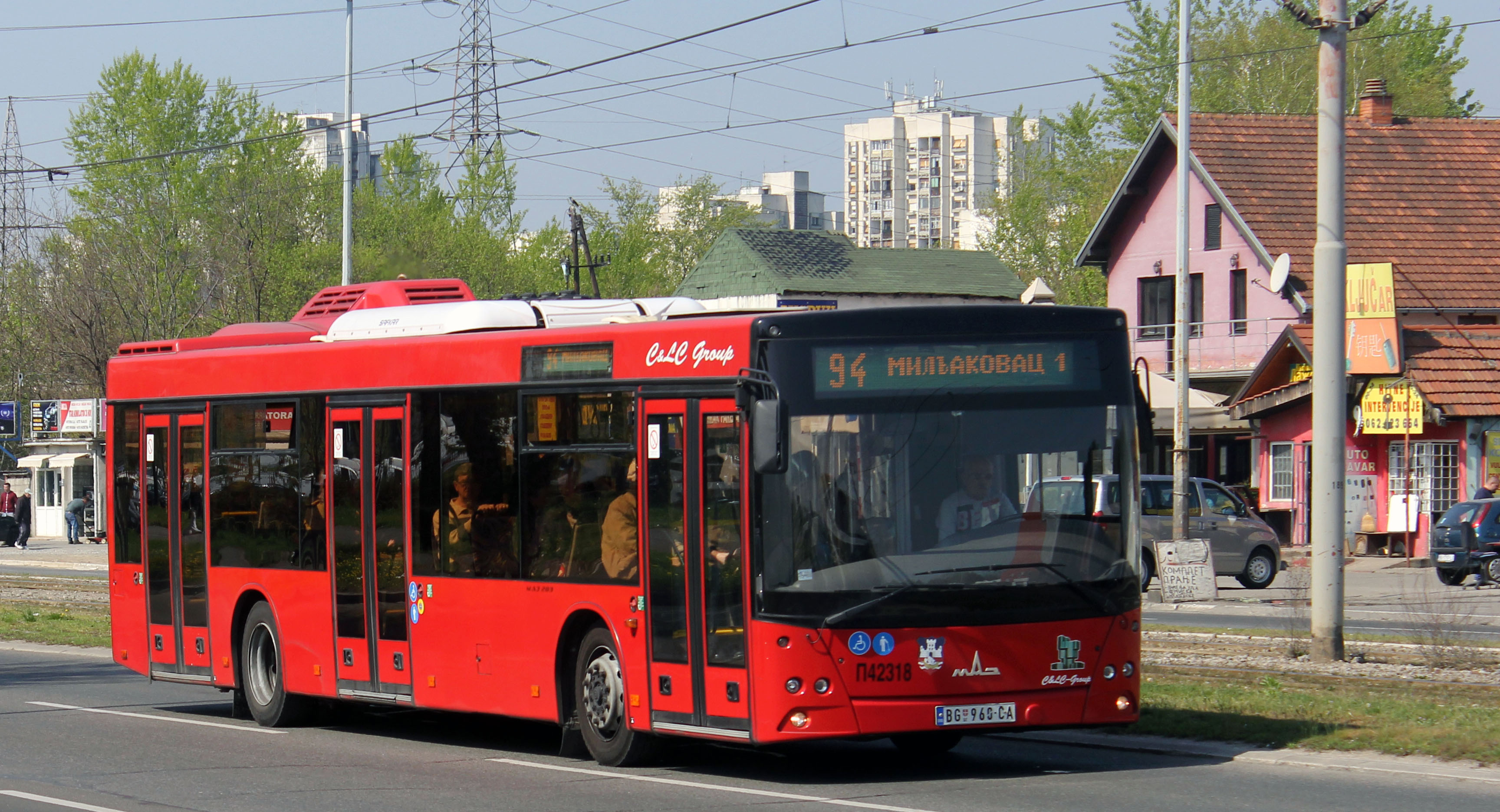
MAZ-203 in Belgrado

Il MAZ-203 è un autobus urbano a pianale ribassato prodotto dalla MAZ in Bielorussia. Questo modello rappresenta la seconda generazione di veicoli di questo tipo prodotti da questa casa costruttrice e va a sostituire il precedente modello MAZ-103.
A seconda dell'allestimento il mezzo può trasportare da 100 a 105 passeggeri con un minimo di 26 ad un massimo di 37 posti a sedere e tra i 60 ed i 70 in piedi.
Nel 2007 ne sono stati venduti 50 esemplari alla città di Kazan', la capitale della Repubblica russa del Tatarstan. Questo modello è stato apprezzato e negli anni 2016 e 2018 Kazan ne ha acquistato altri 200.

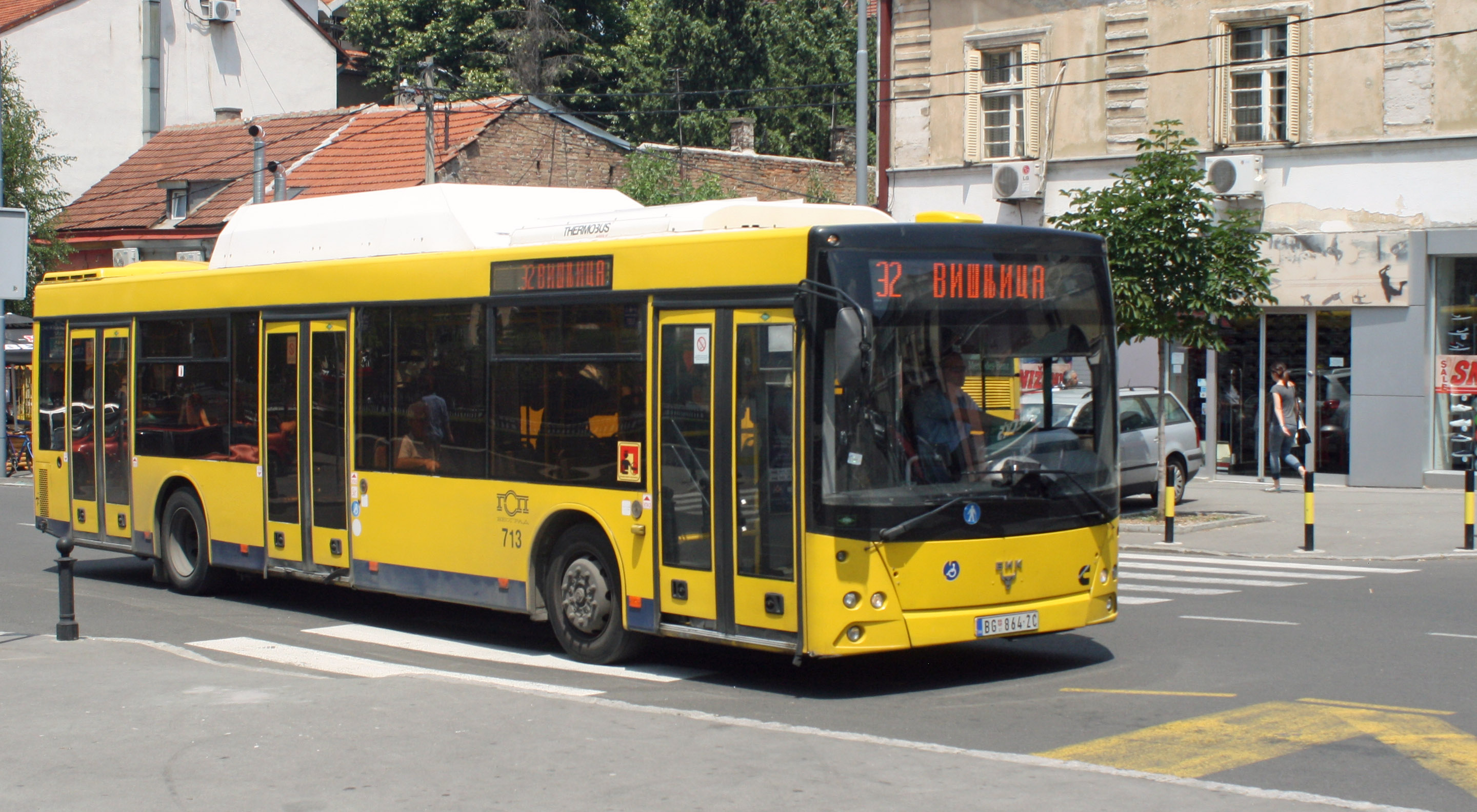
Un esemplare del BIK-203

## Storia
La produzione del MAZ-203 è iniziata nel 2006 quando MAZ ha creato secondo generazione della gamma di suoi bus; doveva sostituire il modello di prima generazione MAZ-103.
Il motore può essere un diesel prodotto dalla Mercedes-Benz o dalla Deutz. Ne vengono realizzare anche versioni con l'alimentazione a gas naturale. La potenza varia da 170 a 213 kW (231 - 290 cv). La trasmissione è del tipo automatico e può essere prodotta dalla ZF o dalla Voith.
- MAZ-203.015 Euro-5 - motore OM926LA;
- MAZ-203.016 Euro-5 - motore OM926LA;
- MAZ-203.025 Euro-5 - motore JaMZ-53613-50;
- MAZ-203.057, 203.058 Euro-5 - motore MAN D 0836 LOH64;
- MAZ-203.065 Euro-3;
- MAZ-203.067 Euro-3;
- MAZ-203.068 Euro-4;
- MAZ-203.069 Euro-5 - motore OM906LA;
- MAZ-203.076 Euro-4 - motore Deutz;
- MAZ-203.085 Euro-5 - motore OM906LA;
- MAZ-203.088 Euro-6 - motore OM936LA;
- MAZ-203.115 Euro-5 - motore OM926LA, versione con 2 porte;
- MAZ-203.116 Euro-5 - motore OM926LA, versione con 2 porte;
- MAZ-203.167 Euro-3 - versione con 2 porte;
- MAZ-203.169 Euro-5 - motore OM906LA, versione con 2 porte;
- MAZ-203.176 Euro-4 - motore Deutz, versione con 2 porte;
- MAZ-203.177 Euro-5 - motore Deutz, versione con 2 porte;
- MAZ-203.945 - motore Mercedes-Benz con l'alimentazione a gas naturale;
- MAZ-203.965, 203.966 - versioni con i motori con l'alimentazione a gas naturale;
- MAZ-203.988 - versione con il motore con l'alimentazione a gas naturale;
- MAZ-203.C65;
- MAZ-203.L65;
- MAZ-203.M76.

## Diffusione
Questo autobus viene utilizzato in Polonia, Romania, Russia, Ucraina, Bielorussia e Kazakistan. Alcuni modelli a 2 porte operano in Germania.
Bielorussia
Più di 350 MAZ-203 operano a Minsk sulle linee urbane e suburbane e si possono trovare anche a Gomel, Vitebsk, Mahilëŭ, Brest, Hrodna, Babrujsk, Polack.
Russia
Il MAZ-203 è uno dei modelli più popolari in Russia; opera a Mosca (Avtoline), San Pietroburgo (operatore municipale Passazhiravtotrans), Kazan (250 veicoli), Perm, Kaliningrad, Rostov-sul-Don, Tambov, Ekaterinburg, Tyumen.
Ucraina
Circa 200 bus MAZ-203 (203.065 e 203.069) operano a Kiev. Questi veicoli erano acquisiti nel periodo dal 2011 fino al 2017. Nel 2018 il Governo della città di Leopoli ha acquistato un lotto da 100 autobus urbani MAZ-203.069. Un gran lotto di MAZ-203.085 è stato acquistato alla fine dell'anno 2019 per la città di Zaporizhzhe.
Nel 2020 Kiev ha acquistato un lotto di 200 bus MAZ tranne cui 80 autobus MAZ-203.015 e 120 articolati MAZ-215.069.
Kazakistan
I bus MAZ-203 operano a Nur-Sultan ed Almaty.
Serbia
In Serbia viene prodotto, per mezzo di un accordo di cooperazione tra la MAZ e la casa costruttrice serba BIK, il BIK-203 che utilizza come base il pianale del modello originale.
Polonia
La maggior parte della quantità di MAZ-203 in Polonia si trova a Kielce.
Romania
34 autobus MAZ-203.076 fabbricati nel 2008 operano a Constanţa e Galaţi.

## Filobus MAZ-ETON-T203
Ne esiste anche una versione filobus: il MAZ-ETON-T203, la cui produzione è iniziata nel 2008. Su questa versione le componenti della alimentazione e della trazione elettrica vengono realizzate dalla società bielorussa ETON. Negli anni successivi, diverse imprese mostrarono interesse per questo modello e acquisirono una licenza per assemblare i loro filobus utilizzando apparecchiature elettriche delle società locali EPRO, Chergos (entrambe di San Pietroburgo) e Informbusiness (Chisinau) e un sistema di controllo a transistor (TRCN).